# Grand Prix Formule 1 van Nederland 1958
De Grand Prix Formule 1 van Nederland 1958 werd gehouden op 26 mei op het circuit van Zandvoort. Het was de derde race van het seizoen.

## Kwalificatie
| Pos. | Nr. | Coureur                 | Constructeur  | Tijd   | Verschil |
| ---- | --- | ----------------------- | ------------- | ------ | -------- |
| 1    | 3   | Stuart Lewis-Evans      | Vanwall       | 1:37.1 |          |
| 2    | 1   | Stirling Moss           | Vanwall       | 1:38.0 | +0.9     |
| 3    | 2   | Tony Brooks             | Vanwall       | 1:38.1 | +1.0     |
| 4    | 14  | Jean Behra              | BRM           | 1:38.4 | +1.3     |
| 5    | 8   | Jack Brabham            | Cooper–Climax | 1:38.5 | +1.4     |
| 6    | 5   | Mike Hawthorn           | Ferrari       | 1:39.1 | +2.0     |
| 7    | 15  | Harry Schell            | BRM           | 1:39.2 | +2.1     |
| 8    | 9   | Maurice Trintignant     | Cooper–Climax | 1:39.2 | +2.1     |
| 9    | 7   | Roy Salvadori           | Cooper–Climax | 1:39.2 | +2.1     |
| 10   | 4   | Peter Collins           | Ferrari       | 1:39.3 | +2.2     |
| 11   | 17  | Cliff Allison           | Lotus–Climax  | 1:39.4 | +2.3     |
| 12   | 6   | Luigi Musso             | Ferrari       | 1:39.5 | +2.4     |
| 13   | 16  | Graham Hill             | Lotus–Climax  | 1:39.8 | +2.7     |
| 14   | 12  | Masten Gregory          | Maserati      | 1:42.0 | +4.9     |
| 15   | 11  | Jo Bonnier              | Maserati      | 1:42.3 | +5.2     |
| 16   | 10  | Giorgio Scarlatti       | Maserati      | 1:44.6 | +7.5     |
| 17   | 18  | Carel Godin de Beaufort | Porsche       | 1:46.7 | +9.6     |

## Wedstrijd
| Pos. | Nr. | Coureur                 | Constructeur  | Rondes | Tijd / Oorzaak uitval | Grid | Punten |
| ---- | --- | ----------------------- | ------------- | ------ | --------------------- | ---- | ------ |
| 1    | 1   | Stirling Moss           | Vanwall       | 75     | 2:04:49.2             | 2    | 9S     |
| 2    | 15  | Harry Schell            | BRM           | 75     | +47,9 s               | 7    | 6      |
| 3    | 14  | Jean Behra              | BRM           | 75     | +1:42.3               | 4    | 4      |
| 4    | 7   | Roy Salvadori           | Cooper-Climax | 74     | +1 Ronde              | 9    | 3      |
| 5    | 5   | Mike Hawthorn           | Ferrari       | 74     | +1 Ronde              | 6    | 2      |
| 6    | 17  | Cliff Allison           | Lotus-Climax  | 73     | +2 Rondes             | 11   |        |
| 7    | 6   | Luigi Musso             | Ferrari       | 73     | +2 Rondes             | 12   |        |
| 8    | 8   | Jack Brabham            | Cooper-Climax | 73     | +2 Rondes             | 5    |        |
| 9    | 9   | Maurice Trintignant     | Cooper-Climax | 72     | +3 Rondes             | 8    |        |
| 10   | 11  | Joakim Bonnier          | Maserati      | 71     | +4 Rondes             | 15   |        |
| 11   | 18  | Carel Godin de Beaufort | Porsche       | 69     | +6 Rondes             | 17   |        |
| DNF  | 10  | Giorgio Scarlatti       | Maserati      | 52     | Aandrijving           | 16   |        |
| DNF  | 3   | Stuart Lewis-Evans      | Vanwall       | 46     | Motor                 | 1    |        |
| DNF  | 16  | Graham Hill             | Lotus-Climax  | 40     | Oververhitting        | 13   |        |
| DNF  | 4   | Peter Collins           | Ferrari       | 32     | Versnellingsbak       | 10   |        |
| DNF  | 12  | Masten Gregory          | Maserati      | 16     | Benzinepomp           | 14   |        |
| DNF  | 2   | Tony Brooks             | Vanwall       | 13     | Aandrijving           | 3    |        |
| DNS  | 12  | Horace Gould            | Maserati      |        |                       |      |        |

## Noot
- Tiende snelste ronde voor Stirling Moss.

1948 · 1949 · 1950 · 1951 · 1952 · 1953 · 1955 · 1958 · 1959 · 1960 · 1961 · 1962 · 1963 · 1964 · 1965 · 1966 · 1967 · 1968 · 1969 · 1970 · 1971 · 1973 · 1974 · 1975 · 1976 · 1977 · 1978 · 1979 · 1980 · 1981 · 1982 · 1983 · 1984 · 1985 · 2020 · 2021 · 2022 · 2023 · 2024 · 2025  · 2026